# Cserhelyi Sándor
Cserhelyi Sándor (1898-ig Czvek; Alsónyíresd, 1868. február 14. - Lednic, 1938. április 26.) piarista tanár, igazgató, tartományi főnök.

## Élete
Szülei Zveck József molnár és Mednyánszky Mária voltak. Testvérei Pál, Vince, Teréz, Anna és József voltak. Családnevüket 1898-ban változtatták Cserhelyire.
Trencsénben, Nagyszombaton, Vácott, Kecskeméten, illetve teológiai tanulmányait Nyitrán végezte. Bölcsészetet a Kolozsvári Magyar Királyi Ferenc József Tudományegyetemen tanult. 1885-ben lépett be a piarista rendbe, 1891-ben pappá szentelték. 
Középiskolai latin nyelv és történelem tanárként előbb a Budapesti Főgimnáziumban oktatott, 1898-tól Nyitrán szolgált. 1905-ben Trencsénben lett igazgató, 1906-tól a lévai rendház főnöke. Ekkor tanított rövid ideig Léván Juhász Gyula is. 1909-ben Kolozsvárra, 1911-ben Privigyére, 1912-ben Sátoraljaújhelyre, 1913-ban Selmecbányára, 1919 novemberében Nagybecskerekre helyezték, ahol hivatalát a hatalomváltás miatt nem sikerült elfoglalnia, később Besztercebányán és Rózsahegyen is tanított.[forrás?]
1920-ban lett nyitrai rendházfőnök. A csehszlovák államfordulat idején törvénytelenül elvett Nyitrai Piarista Gimnázium ügyében a bíróság kimondta hogy a rendet kártalanítani kell. 1930-tól az önállósult szlovákiai piarista rendtartomány első főnöke. Az 1932-ben megépült privigyei bérházat a rend nem tudta kifizetni Tomaschek János nyitrai építésznek, ami miatt perre került sor, de megegyeztek. 1934-ben lemondott a tartomány vezetéséről, utódja Bránecky József trencséni házfőnök lett. Utódja a kialakult helyzetben megrágalmazta.
A trencséni városi temetőben nyugszik. Tagja volt a Katholikus Tanáregyesületnek, a Felvidéki Magyar Közművelődési Egyesületnek, az Országos Magyar Gyorsíró Egyesületnek és a Gyakorló Gyorsírók Társaságának.